# 1479

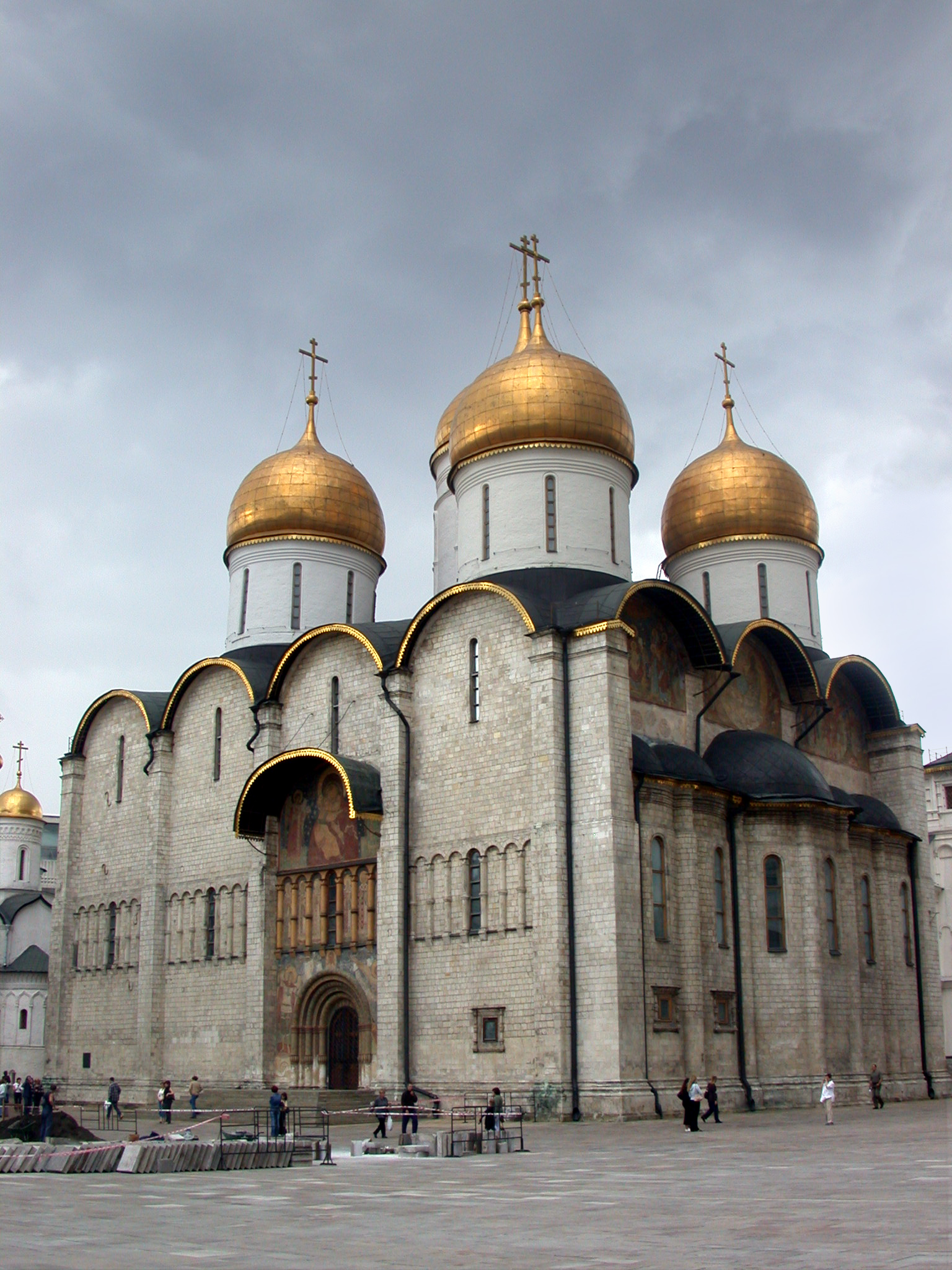
Oespenskikathedraal, Moskou (voltooid 1479)

Het jaar 1479 is het 79e jaar in de 15e eeuw volgens de christelijke jaartelling.

## Gebeurtenissen
januari
- 25 - Verdrag van Constantinopel: Einde van de Ottomaans-Venetiaanse Oorlog. Venetië moet diverse gebieden opgeven en een jaarlijks bedrag betalen voor het recht handel te drijven in het gebied van de Zwarte Zee.

maart
- 14 - Mirakel van Onze-Lieve-Vrouw van Sint–Jan: Naar beweerd zou in Poperinge een doodgeboren kind tot leven zijn gewekt en gedoopt.

april
- 2 - Vrede van Olomouc: Bevestiging met enkele aanpassingen van het Verdrag van Brno dat Bohemen verdeelt tussen Wladislaus van Bohemen en Matthias Corvinus van Hongarije.
- 25 - De Liga van Lezhë wordt definitief verslagen door de Ottomanen. Einde van de Albanees-Ottomaanse Oorlog. Albanië wordt onderdeel van het Ottomaanse Rijk. (zie ook: Ottomaans Albanië)

juli
- juli - Inname en plundering van Den Haag door de Hoekse veldheren Wolffert van Borsselen en Reynier van Broeckhuysen.

augustus
- 7 - Slag bij Guinegate: De Habsburgers onder Maximiliaan van Habsburg verslaan de Fransen. Frankrijk moet zijn aanspraken op Vlaanderen opgeven.
- 18 - In Gouda verschijnt een gedrukte prozaversie van historie van Reynaert die vos, uitgegeven door Gheraert Leeu.

september
- 4 - Verdrag van Alcáçovas: Einde van de Castiliaanse Successie-oorlog. Alfons V van Portugal geeft de aanspraken van zijn echtgenote Johanna op de kroon van Castilië op en erkent Isabella I als koningin. De Castiliaanse aanspraken op de Canarische Eilanden worden erkend, maar de rest van de Afrikaanse en Atlantische kust wordt gereserveerd voor Portugal.
- 24 - In de stad Groningen wordt door een rijke weduwe het Sint-Annengasthuis gesticht ten behoeve van 15 armlastige en behoeftige oudelieden.

zonder datum
- Het despotaat Epirus valt in handen van de Ottomaanse Turken.
- Rudolf Agricola schrijft De inventione dialectica.
- De Universiteit van Kopenhagen wordt ingewijd.

## Beeldende kunst

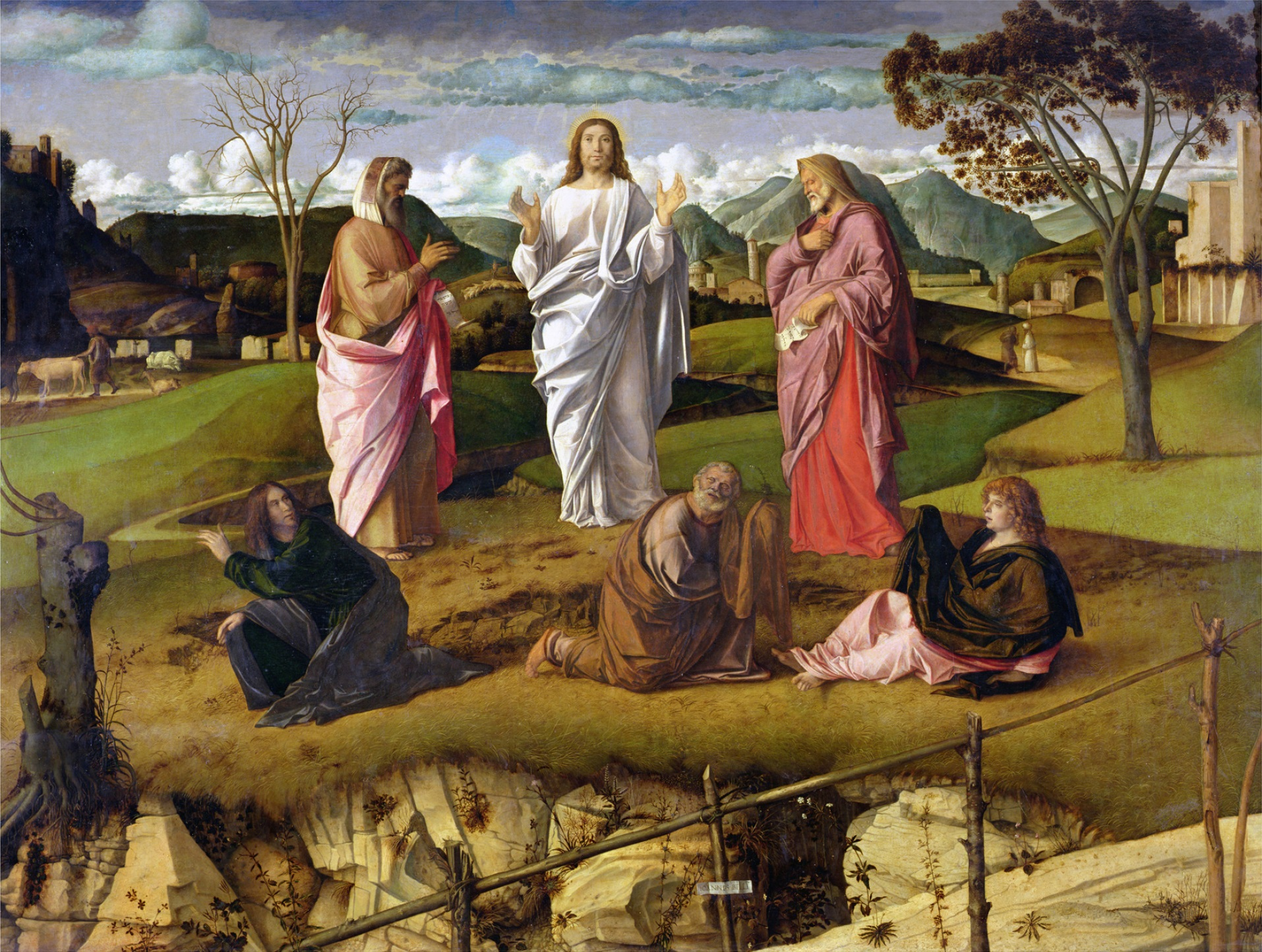
Giovanni Bellini: De transfiguratie van Christus
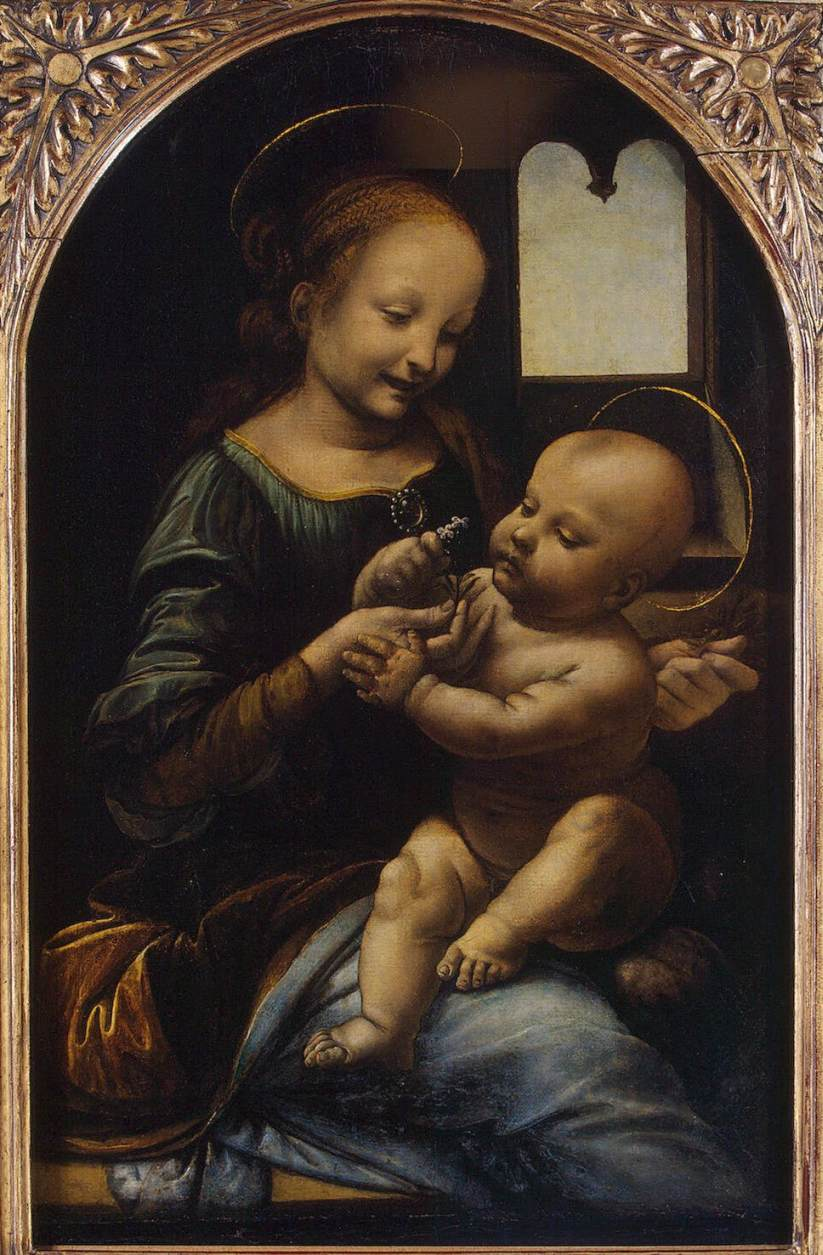
Leonardo da Vinci: Madonna Benois
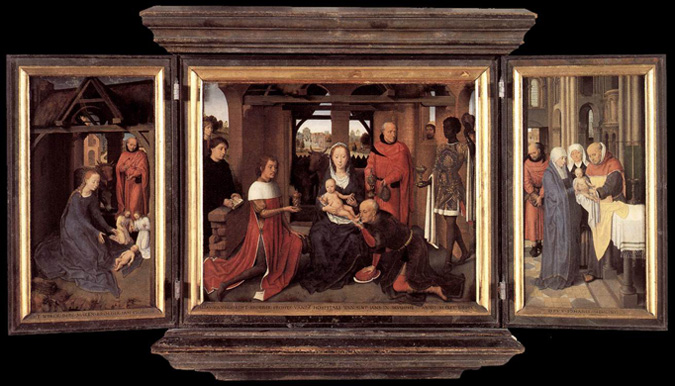
Hans Memling: Triptiek van Jan Floreins
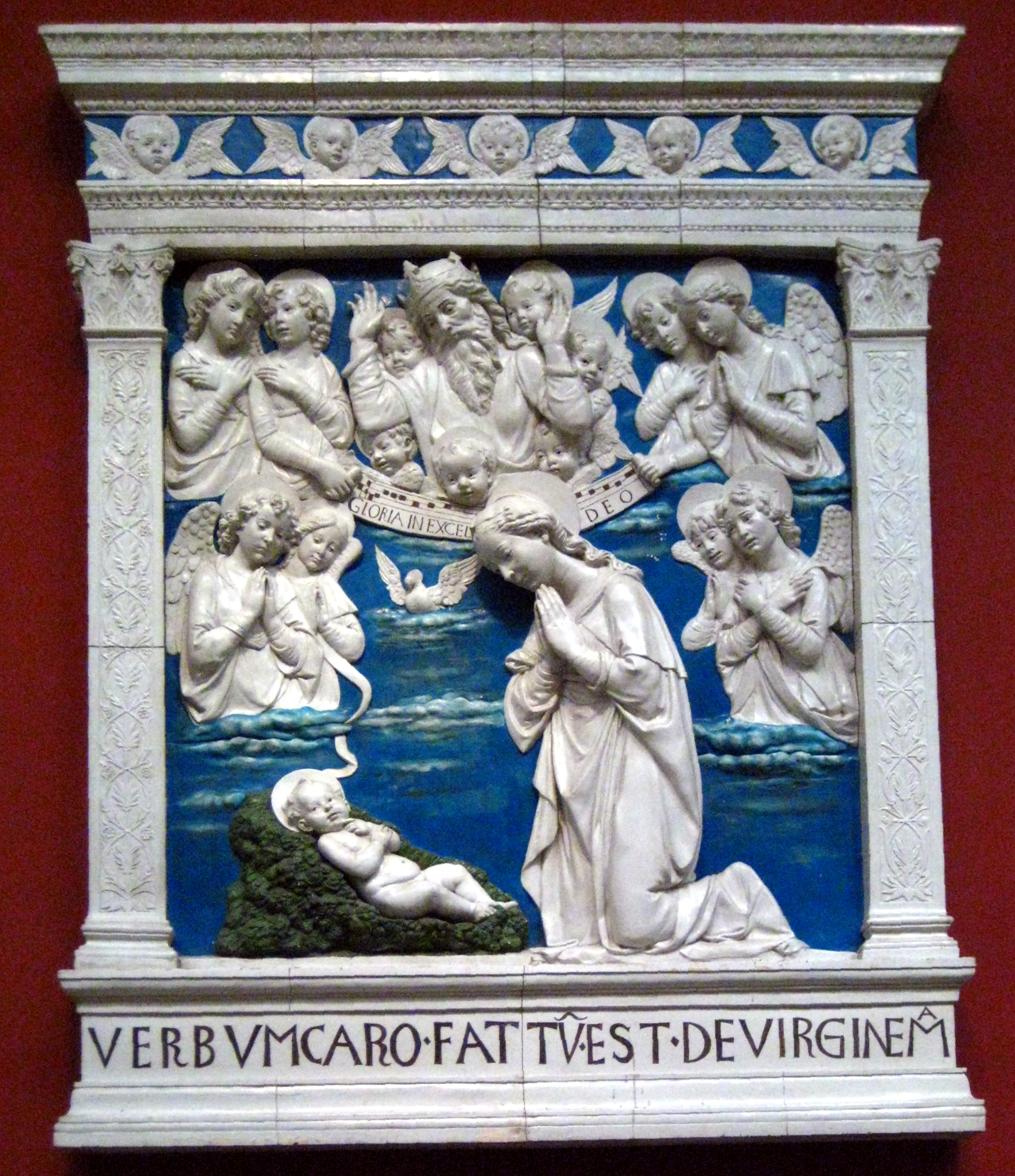
Andrea della Robbia: La Nativita

## Opvolging
- Abbasiden (kalief van Caïro) - Al-Mustanjid opgevolgd door Al-Mutawakkil II
- Aragon en Sicilië - Johan II opgevolgd door zijn zoon Ferdinand II
- generalitat de Catalunya - Pere Joan Llobera opgevolgd door Berenguer de Sos
- Beieren-Landshut - Lodewijk IX opgevolgd door zijn zoon George
- Navarra - Johan II opgevolgd door zijn dochter Eleonora I, op haar beurt opgevolgd door haar kleinzoon Frans I van Foix, onder regentschap van diens moeder Magdalena van Valois
- Sicilië (onderkoning) - Juan Ramón Folch de Cardona y Ximenez de Arenós opgevolgd door Gaspar de Espes

## Afbeeldingen

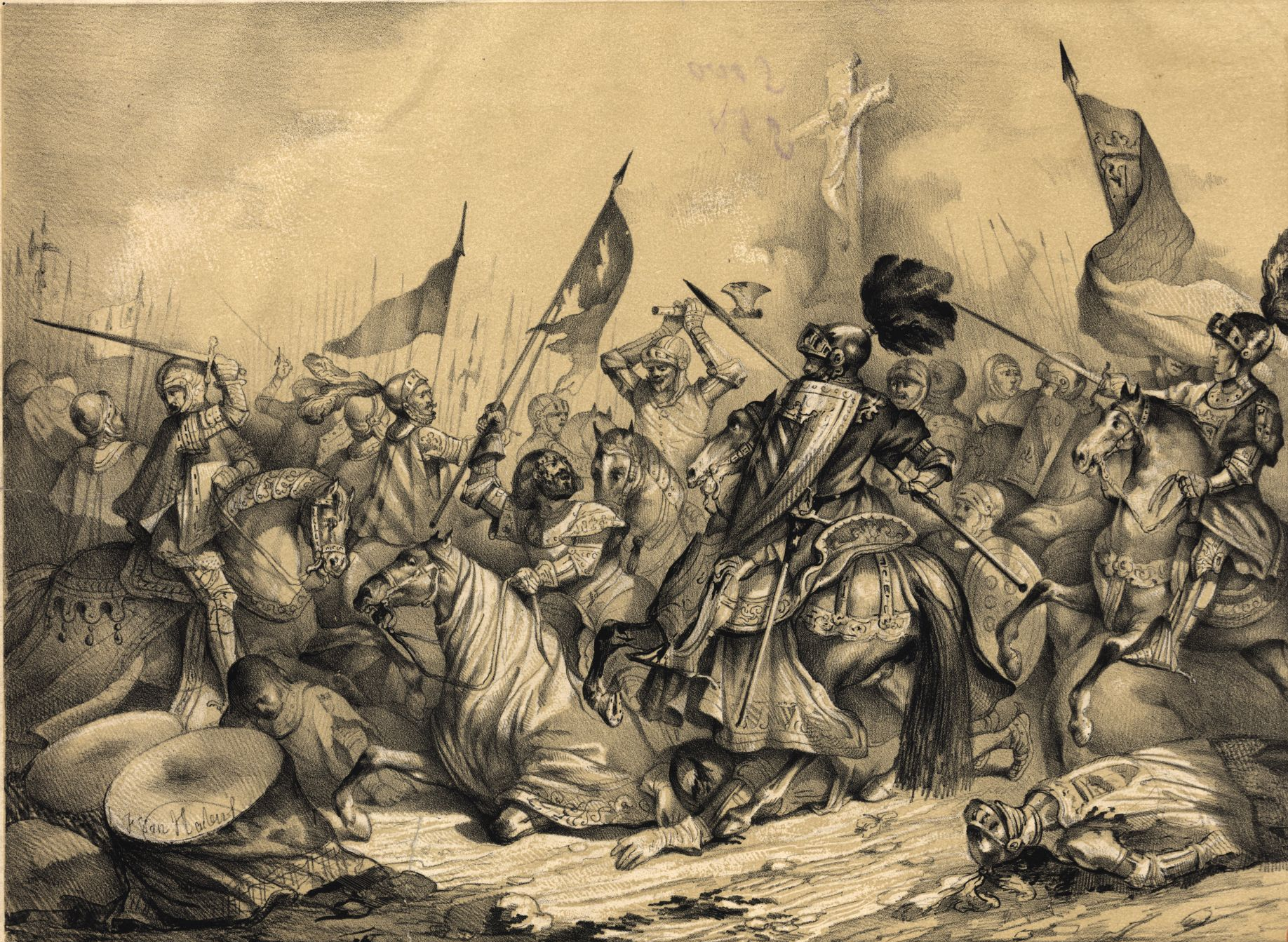
Slag bij Toro
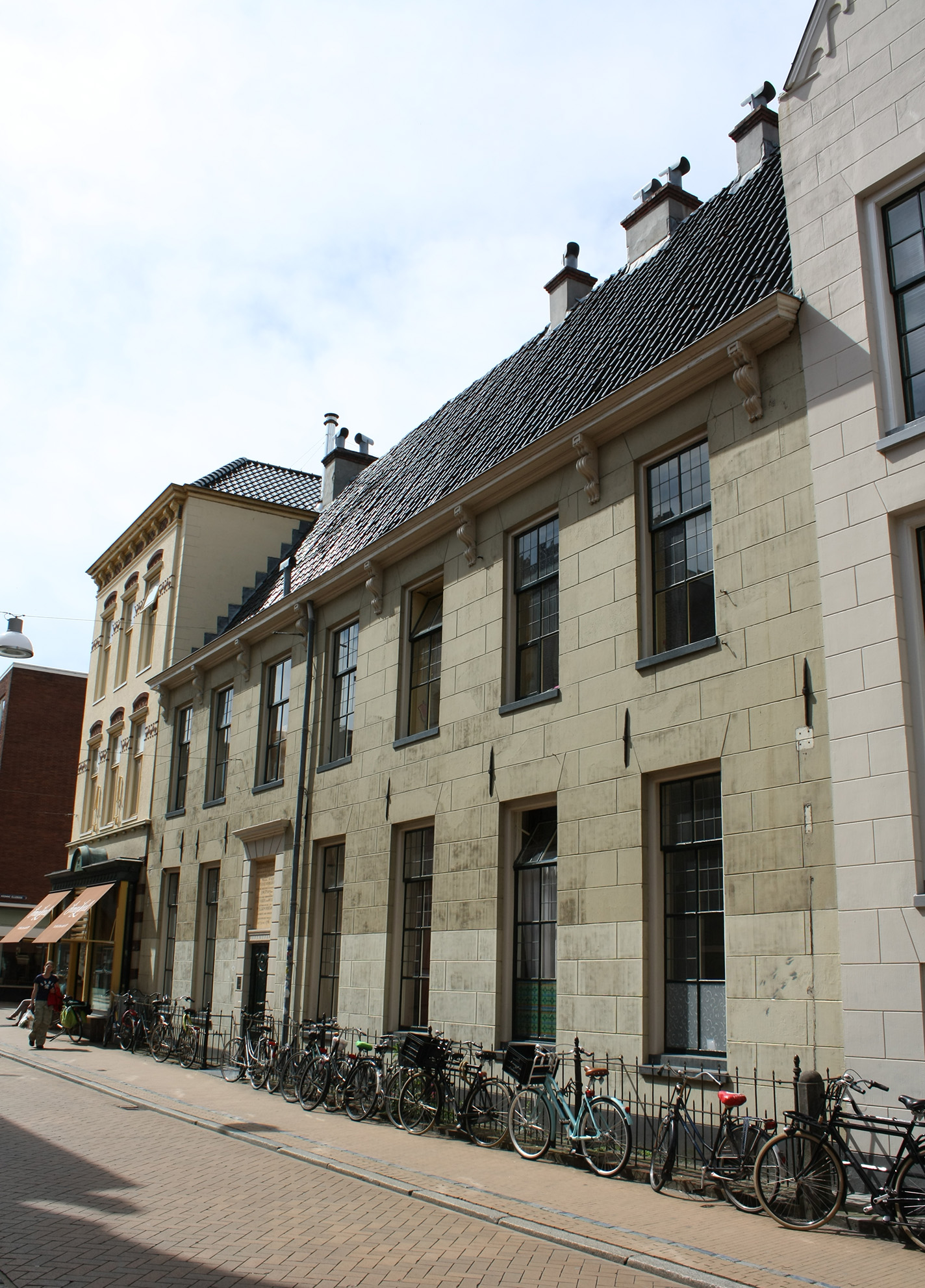
Mepschengasthuis (Sint-Annagasthuis), Groningen
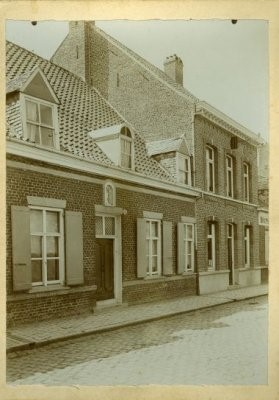
Bruggestraat 9 te Poperinge, locatie van het mirakel
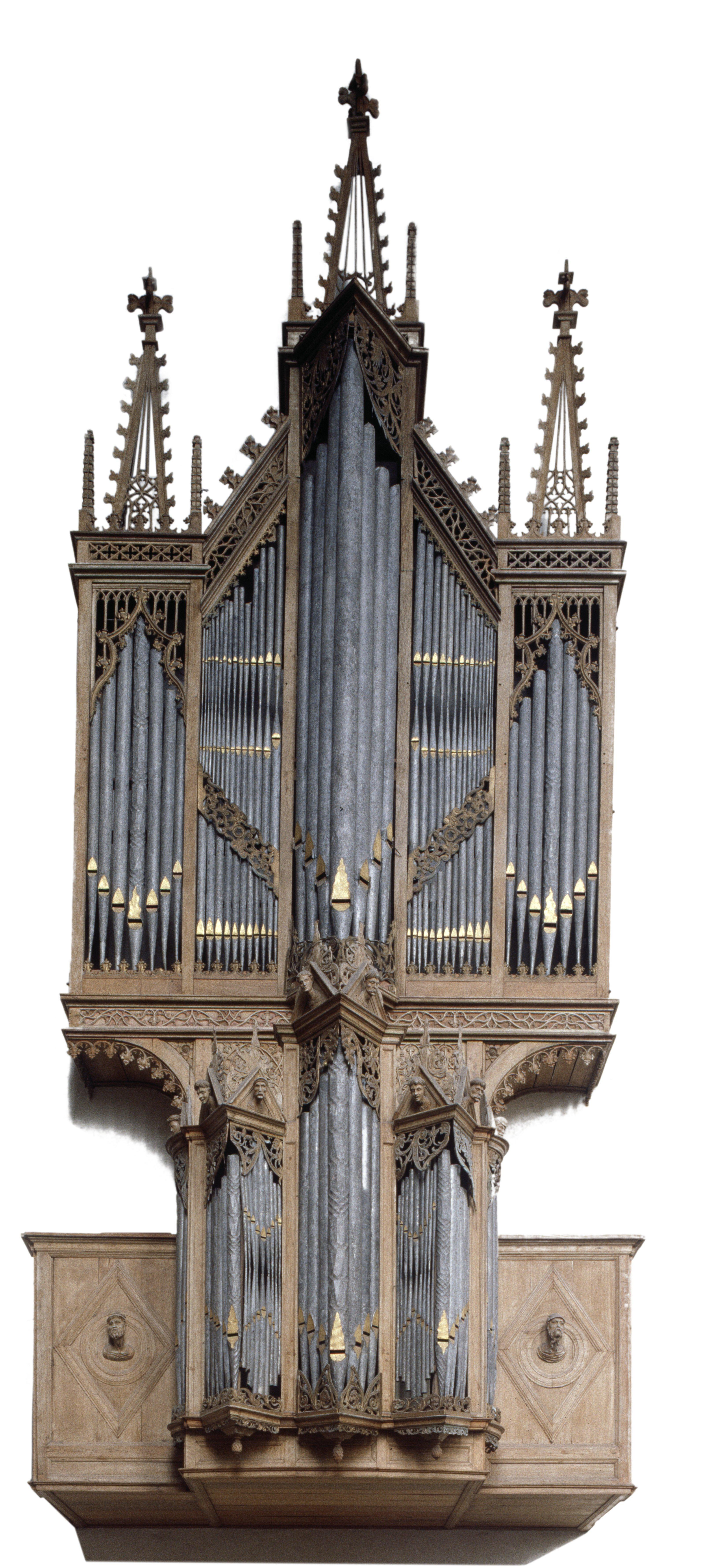
Peter Gerritsz-orgel, Koorkerk, Middelburg (1479), oudste orgel van Nederland
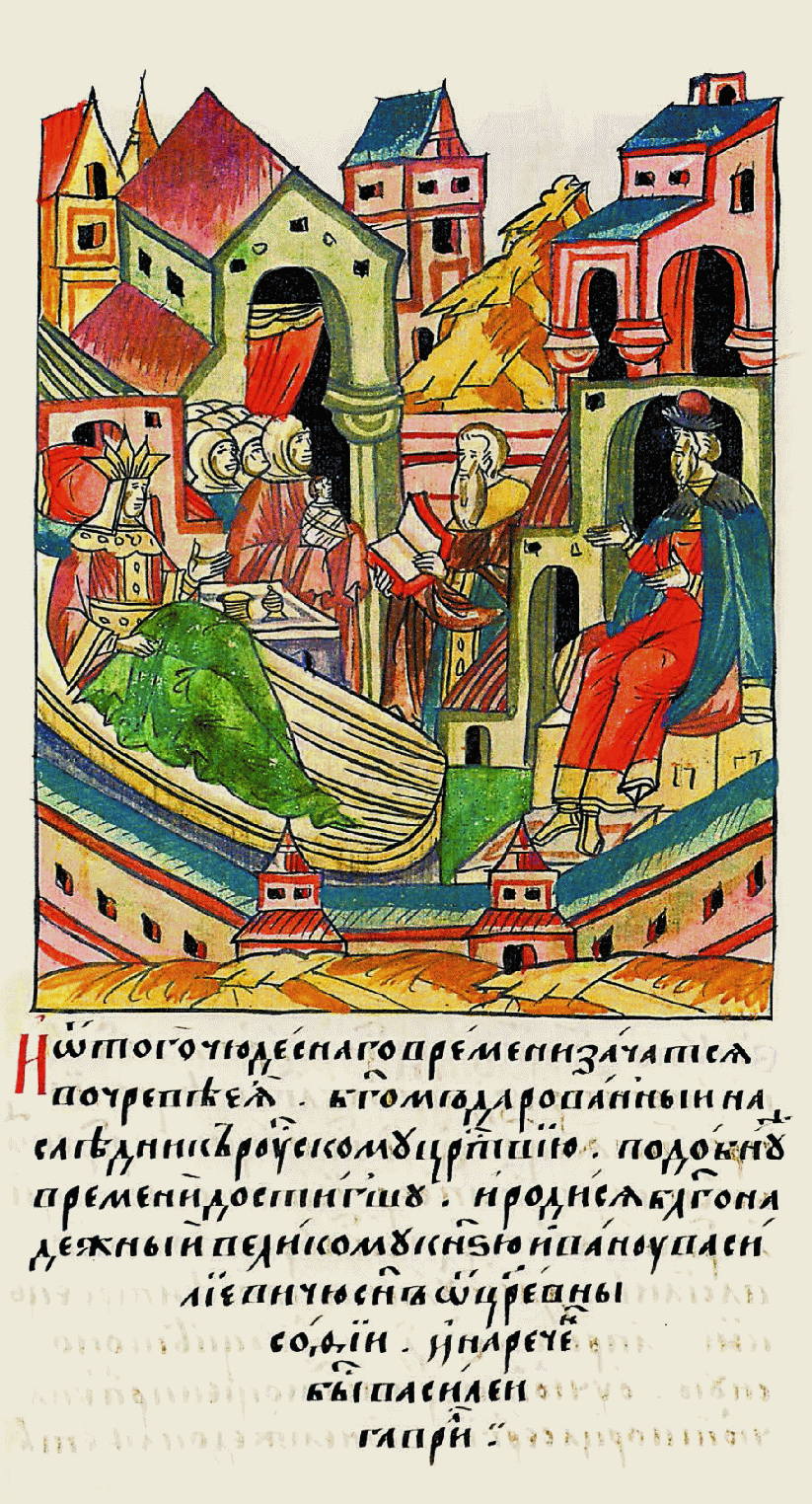
Geboorte van Vasili III van Moskou

## Geboren
- 12 maart - Giuliano de' Medici, Florentijns staatsman
- 25 maart - Vasili III, grootvorst van Moskou (1505-1533)
- 3 mei - Hendrik V, hertog van Mecklenburg
- 5 mei - Amar Das, goeroe van de Sikhs
- 12 mei - Pompeo Colonna, Italiaans kardinaal en staatsman
- 15 juni - Lisa Gherardini, Italiaans schildersmodel (Mona Lisa)
- 14 augustus - Catharina van York, Engels prinses
- 17 september - Celio Calcagnini, Italiaans wetenschapper
- 6 november - Filips I van Baden, Duits edelman
- 6 november - Johanna de Waanzinnige, koningin van Castilië (1504-1555) en Aragon (1516-1555)
- december - Ayşe Hafsa Sultan, echtgenote van Selim I
- Jacobus I van Bragança, Portugees edelman
- Anna van Hamal, Zuid-Nederlands edelvrouw
- Francisco de Montejo, Spaans conquistador (vermoedelijke jaartal)
- Diego Columbus, Spaans conquistador (jaartal bij benadering)
- Mathurin Cordier, Frans grammaticus en kerkhervormer (jaartal bij benadering)
- Ursula van Foreest, Hollands edelvrouw (jaartal bij benadering)
- Peter Henlein, Duits klokkenmaker (jaartal bij benadering)

## Overleden
- 5 januari - Johan V Hoen de Cartils (~63), Limburgs edelman
- 18 januari - Lodewijk IX van Beieren (61), Duits edelman
- 19 januari - Johan II (80), koning van Aragon (1458-1479)
- 12 februari - Eleonora I (53), koningin van Navarra (1479)
- maart - George Plantagenet (~2), Engels prins
- 14 april - Jan van Bourgondië, bisschop van Kamerijk (volgens andere bronnen 27 april 1480)
- 24 april - Jorge Manrique (~38), Castiliaans dichter
- 23 september - Lucrezia d'Alagno, maîtresse van Alfons V van Aragon
- 30 september - Margaretha van Savoye, Savoyaards edelvrouw
- 14 oktober - Margaretha van Beieren-München (37), Duits edelvrouw
- Antonello da Messina (~49), Italiaans schilder
- Jean de Montmirail, Frans bisschop
- Sao Tia Kaphat (~63), koning van Lan Xang (1441-1478)